# PPL (Unternehmen)
PPL Corporation (Pennsylvania Power and Light) ist ein Energieunternehmen aus den Vereinigten Staaten mit Firmensitz in Allentown, Pennsylvania. Das Unternehmen ist im Aktienindex S&P 500 gelistet.
PPL liefert vorwiegend in Pennsylvania und Montana Strom. Hauptsächlich betreibt PPL Kraftwerke, die mit Kohle, Erdöl oder Erdgas betrieben werden. Jedoch ist PPL auch der Eigentümer des Kernkraftwerks Susquehanna Steam Electric Station, nordöstlich von Berwick in Pennsylvania.

## Geschichte
PPL wurde 1920 nach einer Fusion von acht kleineren Werken in Pennsylvania gegründet. Das Unternehmen erstreckte seine Reichweite über mehrere Jahrzehnte auf den zentralen Teil und nordöstlichen Teils Pennsylvania. Dies änderte sich nach einer Deregulierung in den 1990er Jahren.
1998 wurden 13 Kraftwerke vom Unternehmen Montana Power übernommen.
Ende April 2010 gab PPL bekannt, für 7,625 Milliarden US-Dollar E.ON U.S. LLC, ein Tochterunternehmen von E.ON und Eigentümer der regionalen Versorger Louisville Gas & Electric Company und Kentucky Utilities Company, übernehmen zu wollen.